# Jetblast

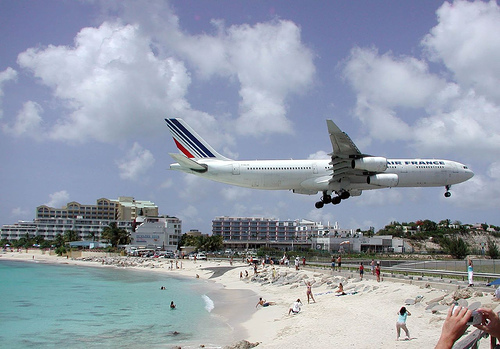
Een Airbus van Air France boven Maho Beach gaat landen op Princess Juliana International Airport op Sint Maarten

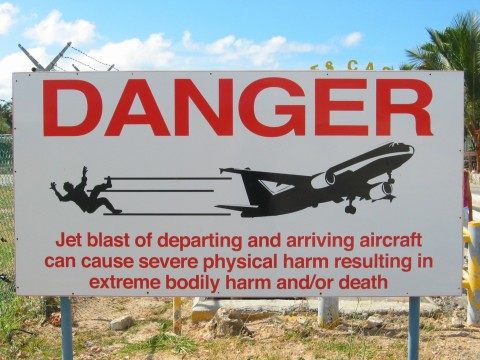
Waarschuwingsbord voor jetblast op Sint Maarten

Jetblast is een verschijnsel van snel stromende lucht geproduceerd door de straalmotor van vliegtuigen, in het bijzonder bij de start.
Een groot straalvliegtuig kan op 40% van zijn maximale vermogen windsnelheden produceren tot 160 km/h tot op 60 meter erachter. Jetblasts kunnen gevaar opleveren voor personen en andere onbeveiligde objecten achter het toestel en zijn in staat om gebouwen te vernielen en voertuigen omver te blazen. Door de onzichtbaarheid van een jetblast en de aerodynamische vormgeving van lichte vliegtuigen kunnen deze, als ze taxiën op vliegvelden, blootgesteld worden aan een jetblast.
Propellervliegtuigen zijn ook in staat om significante achterwaarts gerichte windstromen te genereren. 
Ondanks de kracht en de potentie om dingen te vernielen gebeuren er relatief weinig ongevallen door jetblast. 

## Fictief gebruik
- In de James Bondfilm Casino Royale is er een achtervolgingsscène waarin op een landingsbaan een auto wordt weggeblazen.
- De Mythbusters testen of een taxi echt omvergeblazen kan worden.